# Шульгін-Лозька сільська рада
Шу́льгін-Ло́зька сільська рада (рос. Шульгин-Логский сельский совет) — сільське поселення у складі Совєтського району Алтайського краю Росії.
Адміністративний центр — село Шульгін Лог.

## Населення
Населення — 965 осіб (2019; 1050 в 2010, 1086 у 2002).

## Склад
До складу сільської ради входять:
| Населений пункт   | Населення, осіб (2002) | Населення, осіб (2010) |
| ----------------- | ---------------------- | ---------------------- |
| Хуторки, село     | 262                    | 249                    |
| Шульгін Лог, село | 824                    | 801                    |